# Paul Carus
Pour les articles homonymes, voir Carus (homonymie).
Paul Carus, né le 18 juillet 1852 à Ilsenburg et mort le 11 février 1919 à La Salle (Illinois) est un auteur germano-américain, journaliste, érudit en religions comparées et professeur de philosophie. Il fut parmi les premiers à introduire le bouddhisme en Amérique.

## Vie et éducation
Carus est né à Ilsenburg, dans la province de Saxe. Élevé dans une famille protestante pieuse, il s'éloigna peu à peu de cette tradition. Il étudia aux universités de Strasbourg (alors en Allemagne) et de Tübingen. Après avoir obtenu son doctorat en philosophie à Tübingen en 1876, il servit dans l'armée, puis enseigna.
Il quitta l'Allemagne de Bismarck pour les États-Unis, « en raison de son point de vue libéral », en 1884. Il vécut à Chicago et à LaSalle, dans l'Illinois. Il épousa Marie Edward C. Hegeler et le couple emménagea plus tard, toujours à LaSalle, dans la Hegeler Carus Mansion, construite par le père de Marie. Ils eurent sept enfants (mais le premier décéda à la naissance).

## Carrière
Aux États-Unis, Carus édita brièvement un journal en langue allemande et écrivit plusieurs articles pour l'Index, l'organe de la Free Religious Association (« Association religieuse libre »). 
Peu de temps après, il devint le premier rédacteur en chef de la Société Open Court Publishing, fondée en 1887 par son beau-père. Celle-ci avait pour objectif d'être un forum pour la philosophie, la science et la religion, et de publier à prix abordable des classiques de philosophie.
Il travailla également en tant que rédacteur en chef de deux revues publiées par la société The Open Court et par la revue The Monist, qui porte le sous-titre « Revue trimestrielle internationale de recherche philosophique générale ».
Le juge Francis Russell C. de Chicago le présenta à Charles Sanders Peirce, fondateur de l'école philosophique américaine du pragmatisme. Carus collabora aux travaux de Peirce et finit par publier un certain nombre de ses articles.
Durant sa vie, Carus publia 75 livres et 1500 articles, principalement par le biais de l'Open Court Publishing Company. Il écrivit des livres et des articles sur l'histoire, la politique, la philosophie, la religion, l'anthropologie, la logique, les mathématiques, la science, et les questions sociales de son époque. En outre, Carus entretint une correspondance avec de nombreux grands esprits de la fin du XIXe et début du XXe siècle, parmi lesquels Léon Tolstoï, Thomas Edison, Nichola Tesla, Booker T. Washington, Elizabeth Cady Stanton, Ernst Mach, Ernst Haeckel, John Dewey, et beaucoup d'autres.

## Œuvres
- Le problème de la conscience du moi, traduit de l'anglais par Auguste Monod, Paris, Félix Alcan, coll. «Bibliothèque de philosophie contemporaine», 1893

- L'Évangile du Bouddha, traduit de l'anglais avec autorisation de l'auteur par L. de Milloué, Paris, Ernest Leroux, 1902